# Academia Peak
Academia Peak (in lingua bulgara: Връх Академия, Vrah Akademija) è un picco antartico, alto 1.253 m, del Friesland Ridge, nei Monti Tangra dell'Isola Livingston, nelle Isole Shetland Meridionali, in Antartide. 
Il picco ha pareti a precipizio e prive di ghiaccio sul versante nordoccidentale e sormonta il Ghiacciaio Huntress a nordovest e sudest.
La denominazione è stata assegnata in onore dell'Accademia bulgara delle scienze (costituita nel 1869) per il suo importante ruolo nella ricerca antartica bulgara.

## Localizzazione
La vetta è situata 18 km a nordovest del St. Boris Peak, 2,96 km a sud della sommità sudorientale del Pliska Ridge, e 3,9 km a est del versante sudorientale del Willan Nunatak. Il monte è stato mappato per la prima volta dalla Bulgaria nel 2005 e successivamente nel 2009. bulgara nel 2005 e 2009.

## Ascensioni
La prima ascesa all'Academia Peak è stata effettuata il 16 gennaio 2017 dagli alpinisti bulgari Doychin Boyanov, Nikolay Petkov e Nikolay Hazarbasanov partiti dal Nesebar Gap e passati attraverso la testata del Ghiacciaio Huntress.

## Mappe
- L.L. Ivanov et al. Antarctica: Livingston Island and Greenwich Island, South Shetland Islands. Scale 1:100000 topographic map. Sofia: Antarctic Place-names Commission of Bulgaria, 2005.
- L.L. Ivanov. Antarctica: Livingston Island and Greenwich, Robert, Snow and Smith Islands. Scale 1:120000 topographic map.  Troyan: Manfred Wörner Foundation, 2009.
- Antarctic Digital Database (ADD). Scale 1:250000 topographic map of Antarctica. Scientific Committee on Antarctic Research (SCAR). Since 1993, regularly upgraded and updated.
- L.L. Ivanov. Antarctica: Livingston Island and Smith Island. Scale 1:100000 topographic map. Manfred Wörner Foundation, 2017. ISBN 978-619-90008-3-0

## Galleria d'immagini

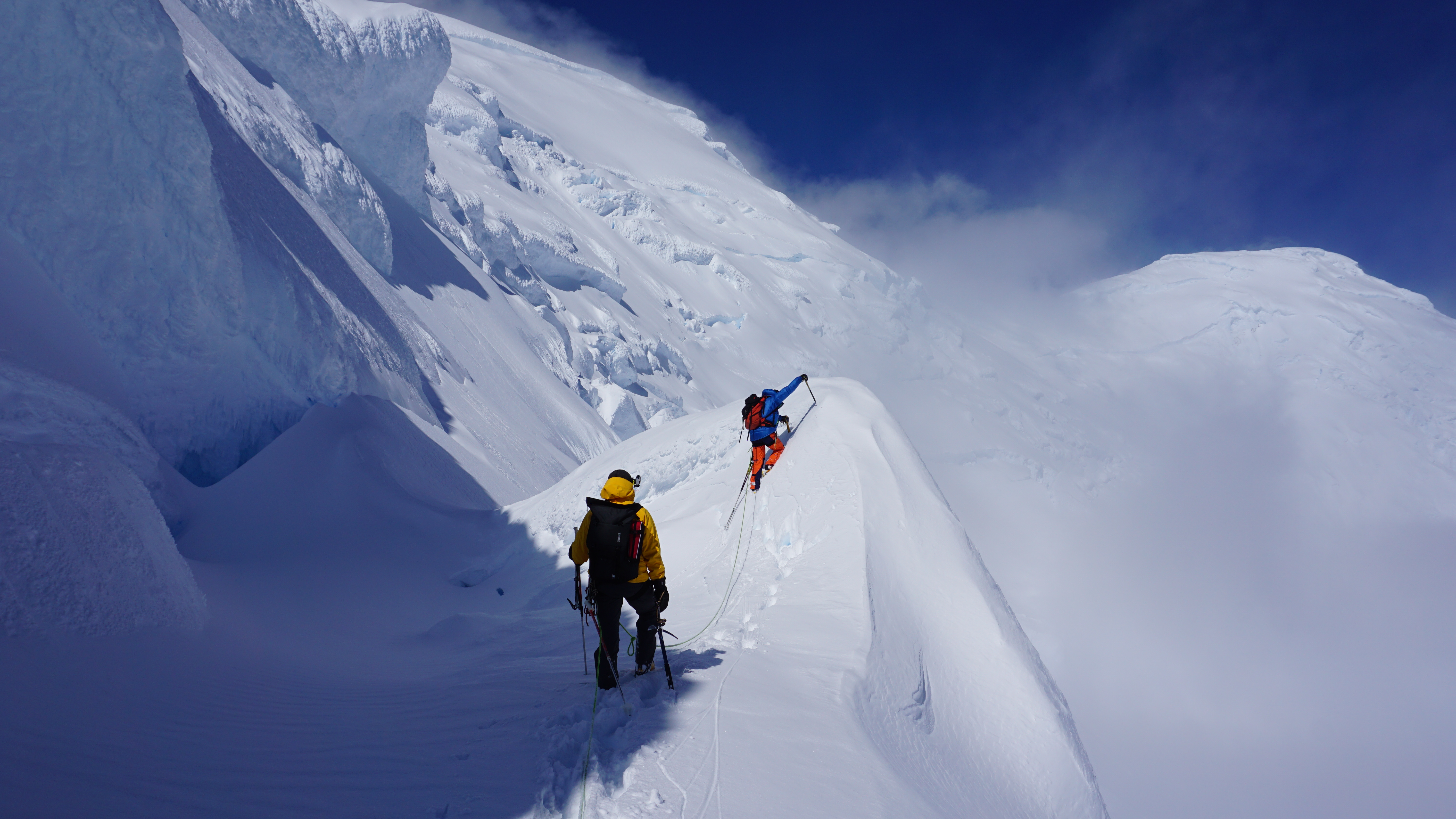
Ascesa all'Academia Peak
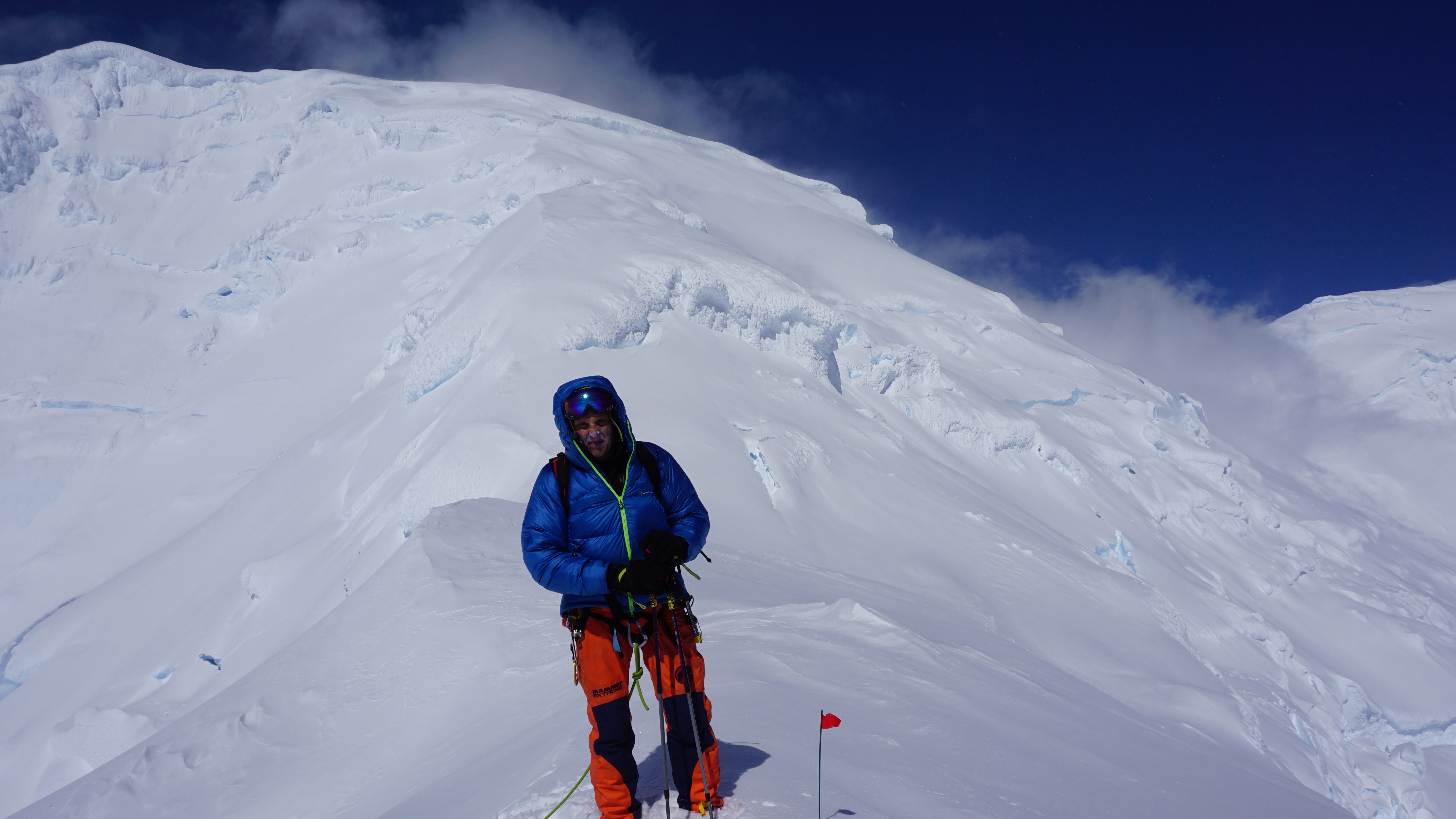
N. Petkov durante la prima ascesa all'Academia Peak
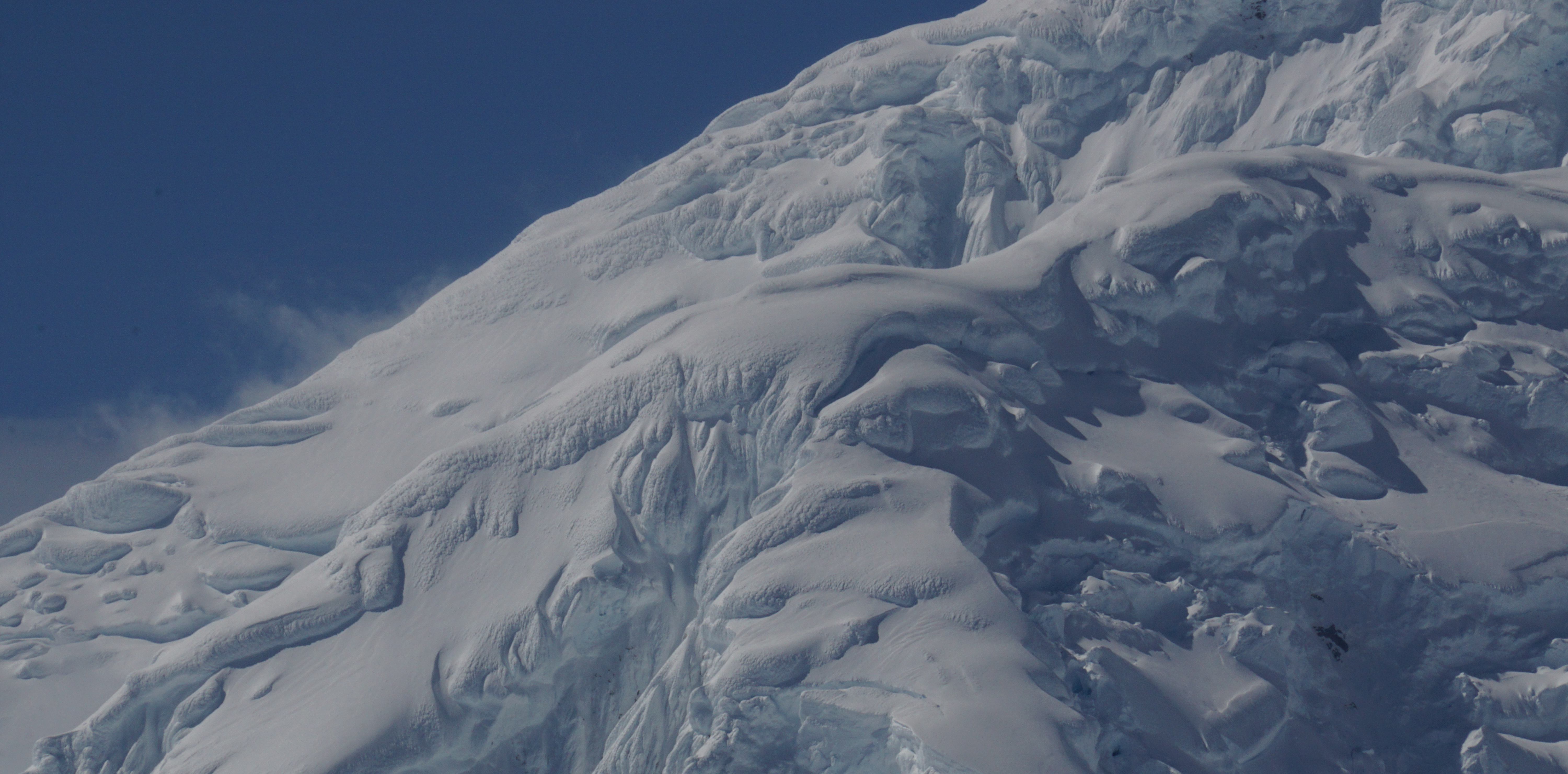
Academia Peak visto dal Napier Peak